# Duhort-Bachen

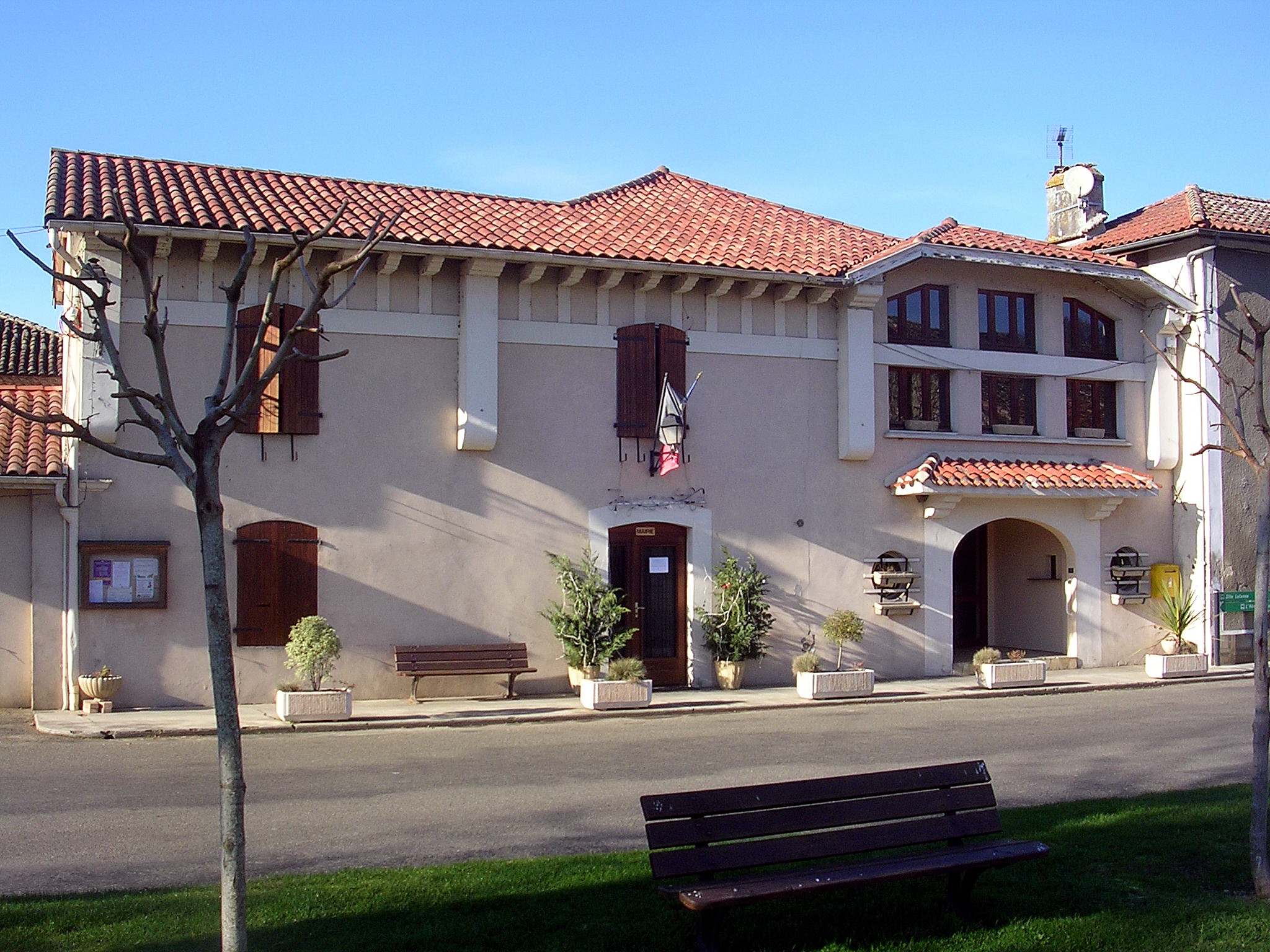
Gemeentehuis

Duhort-Bachen is een gemeente in het Franse departement Landes (regio Nouvelle-Aquitaine) en telt 602 inwoners (1999). De plaats maakt deel uit van het arrondissement Mont-de-Marsan en van het gemeentelijk samenwerkingsverband Communauté de Communes d'Aire sur l'Adour (CCAA), dat 22 gemeenten in de departementen Landes en Gers omvat.

## Geschiedenis
Duhort werd omstreeks 1340 gesticht als bastide. De plaats had een regelmatig stratenplan met een centraal plein. Ze kreeg een stadsmuur met vier poorten en een gracht die gevoed werd door de beek L'Ourden. De kerk en het kerkhof lagen in de zuidoostelijke hoek van de Duhort. Van de bastide rest enkel het centrale plein; de markthal op dit plein werd gesloopt in 1829.

## Geografie
De oppervlakte van Duhort-Bachen bedraagt 33,3 km², de bevolkingsdichtheid is 18,1 inwoners per km².
De onderstaande kaart toont de ligging van Duhort-Bachen met de belangrijkste infrastructuur en aangrenzende gemeenten.

## Demografie
Onderstaande figuur toont het verloop van het inwonertal (bron: INSEE-tellingen).